# Гори Оу
Гори Оу (яп. 奥羽山脈, おううさんみゃく, оу санмяку) — гірська гряда в Японії, в північно-східній частині Японського архіпелагу. Займає центральну частину регіону Тохоку. Бере початок біля затоки Муцу в префектурі Аоморі, на півострові Нацудомарі. Простягається з півночі на південь, проходячи кордоном префектур Акіта, Івате, Ямаґата і Міяґі. Закінчується на території префектури Фукусіма.